# Mylomys rex
Mylomys rex — вид гризунів родини Милоподібні. Зустрічається лише в Ефіопії. Вид знайдений у вологому вічнозеленому гірському лісі.